# Calliste de Schauensee
Stilpnia meyerdeschauenseei
Espèce
Statut de conservation UICN

 NT  : Quasi menacé
Le Calliste de Schauensee (Stilpnia meyerdeschauenseei) est une espèce d'oiseaux de la famille des Thraupidae. D'après Alan P. Peterson, c'est une espèce monotypique.
Son nom commémore l'ornithologue américain Rodolphe Meyer de Schauensee (1901-1984).

## Répartition
Cet oiseau vit dans la région de Puno, au Pérou, et dans le département de La Paz, en Bolivie.